# Bisso Galeto

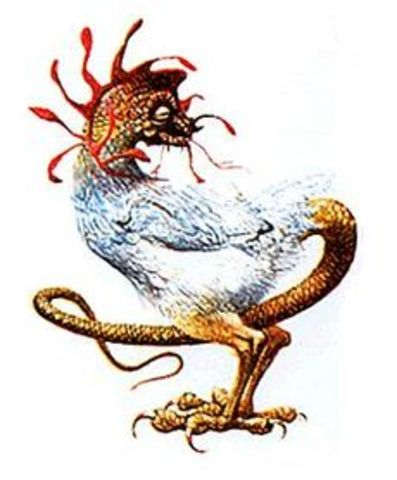
Raffigurazione di un Bisso Galeto.

Il Bisso Galeto è una creatura leggendaria delle valli veronesi. Ha corpo e testa di gallo (galeto), con una grande cresta rossa, ali piene di spine e coda di serpente (bisso). La sua dimensione normale è piuttosto ridotta, rendendolo simile ad un piccolo serpente, ma il Bisso Galeto può aumentare e diminuire la lunghezza del proprio corpo a sua volontà. È un animale velenosissimo. Nascerebbe da un uovo deposto da un gallo vecchio e covato da un serpente o da un rospo per nove anni.
Presenta molte caratteristiche ricorrenti anche nel basilisco, per questo viene a volte confuso con esso. 
Vive in boschi e vallate ma può nascere in casa, evento letale per gli abitanti che vengono uccisi di notte dal fiato velenoso dell'animale. Lo sguardo del Bisso Galeto può uccidere, seccare le piante e contaminare l'acqua. Il fiato e il morso del Bisso Galeto sono mortali. 
Se il Bisso vede la propria immagine in uno specchio muore. È invece sconsigliabile tentare di ferirlo con armi bianche: i cavalieri che colpivano il Bisso Galeto con la lancia morivano perché il veleno risaliva l'asta e raggiungeva la mano, diffondendosi per il corpo e passando perfino al cavallo, con effetto letale in entrambi i casi. 
Gli unici "nemici naturali" del Bisso Galeto sono le donnole, che però possono ucciderlo solo a costo della propria vita e i galli che riescono a far morire il Bisso con il proprio canto. 
Una leggenda locale vuole che il Bisso sia stato causa dell'epidemia di sifilide diffusasi nelle valli veronesi nel XV secolo. Il Bisso Galeto viene in alcuni casi collegato al Diavolo o considerato un'incarnazione del Maligno stesso. 
Una variante del mito descrive il Bisso Galeto come un grosso serpente e il suo veleno come un siero che modifica l'umore e la personalità, rendendo i soggetti morsi dall'animale nervosi e in genere "cattivi", difatti in veronese "sa gheto, te galo smorsegà el Bisso Galéto?" ovvero "che cos’hai, ti ha morso il Bisso Galeto?" per indicare un bambino cattivo. 
Nelle zone montane veronesi dei Monti Lessini viene chiamato "Basalisco", e tra le creature leggendarie della zona è creduto il più veritiero. Spesso viene riferita la sua presunta capacità di volare, tramite piccole ali membranose poste sui lati del corpo. Ciò potrebbe derivare dall'abitudine di alcuni colubridi, chiamati in veronese Carbonassi (nome dialettale dell'Hierophis viridiflavus) di lanciarsi da un ramo di un albero all'altro.
Il Bisso Galeto è per molti versi un animale simile all'Abraxas. Come l'Abraxas, il Bisso può assumere in certi casi valore positivo e diventare un "protettore" dei pescatori e degli agricoltori.